# 優月みか
優月 みか（ゆづき みか、1990年3月28日 - ）は、競技麻雀のプロ雀士。日本プロ麻雀連盟所属（第30期生）、同団体での段位は四段。愛称は「ゆづっきー」。キャッチフレーズは「ダイヤモンドキャット」、「反射神経ガール」。埼玉県出身。

## 獲得タイトル
- 第5期さかえ杯争奪 第2回女流プロチャレンジマッチ 優勝[1]